# Фторохромат калия
Фторохромат калия — неорганическое соединение,
соль калия и фторохромовой кислоты с формулой KCrO3F,
красные кристаллы,
растворяется в воде с разложением.

## Получение
- Реакция бихроматом калия c избытком горячей разбавленной плавиковой кислоты:

{\displaystyle {\mathsf {K_{2}Cr_{2}O_{7}+2HF\ {\xrightarrow {T}}\ 2KCrO_{3}F+H_{2}O}}}

## Физические свойства
Фторохромат калия образует красные кристаллы
тетрагональной сингонии,
пространственная группа I 41/a,
параметры ячейки a = 0,546 нм, c = 1,289 нм? Z = 4.
Медленно разрушает стекло.

## Химические свойства
- Разлагается в горячей воде:

{\displaystyle {\mathsf {2KCrO_{3}F+H_{2}O\ {\xrightarrow {T}}\ K_{2}Cr_{2}O_{7}+2HF}}}